# Alegria (Surigao del Norte)
Alegria è una municipalità di quinta classe delle Filippine, situata nella Provincia di Surigao del Norte, nella Regione di Caraga.
Alegria è formata da 12 baranggay:
- Alipao
- Anahaw
- Budlingin
- Camp Eduard (Geotina)
- Ferlda
- Gamuton
- Julio Ouano (Pob.)
- Ombong
- Poblacion (Alegria)
- Pongtud
- San Juan
- San Pedro